# Хааслава (волость)
Хааслава (эст. Haaslava) — бывшая волость в Эстонии в составе уезда Тартумаа.

## Положение
Площадь волости — 110 км², численность населения на 1 января 2006 года составляла 1684 человек.
Административным центром волости была деревня Курепалу. Помимо этого на территории волости находился ещё один посёлок — Ройу и 18 деревень.